# Šešče pri Preboldu
Šešče pri Preboldu je naselje u slovenskoj Općini Prebold. Šešče pri Preboldu se nalaze u pokrajini Štajerskoj i statističkoj regiji Savinjskoj.

## Stanovništvo
Prema popisu stanovništva iz 2019. godine naselje je imalo 454 stanovnika.